# Трудности перевода
«Трудности перевода» (англ. Lost in Translation) — американский художественный фильм 2003 года режиссёра Софии Копполы.
Экзистенциальная мелодрама, в которой Билл Мюррей исполняет роль Боба Харриса, увядающей американской кинозвезды, переживающей кризис среднего возраста, когда он отправляется в Токио для рекламы виски Suntory. Там он начинает дружить с другой американкой по имени Шарлотта, молодой женщиной и недавней выпускницей колледжа в исполнении Скарлетт Йоханссон. В фильме также снимаются Джованни Рибизи и Анна Фэрис. Фильм исследует темы отчуждения и разъединения на фоне культурного перемещения в Японии. Дальнейший анализ критиков и учёных был сосредоточен на том, что фильм бросает вызов общепринятым условностям повествования и нетипично изображает романтику.
Премьера фильма состоялась 29 августа 2003 года на Международном кинофестивале в Теллуриде.
Фильм вышел в ограниченный прокат под эгидой Focus Features 12 сентября 2003 года в США и собрал в первый выходной проката 925 087 долларов. Спустя три недели дистрибьютор выпустил картину в широкий прокат и по состоянию на 21 марта 2004 года она заработала 119 млн долларов по всему миру при бюджете в 4 млн долларов.
Лента собрала четыре номинации на премию «Оскар» (включая «Лучший фильм» и «Лучшая мужская роль» Биллу Мюррею), но победила всего в одной — «Лучший оригинальный сценарий». «Золотой глобус» также не оставил фильм без внимания: на церемонии вручения фильм победил в трёх категориях (включая «Лучший фильм — комедия или мюзикл») и номинировался ещё в двух. Девятнадцатилетняя Скарлетт Йоханссон и Билл Мюррей получили награду Британской академии в категориях «Лучшая актриса» и «Лучший актёр» соответственно. В общей сложности картина получила 77 всевозможных кинонаград и была выдвинута ещё на 66.
По сей день фильм считается одним из идеальных образцов независимого американского кино.
В конце 2000-х ведущие критики и киноиздания назвали фильм одним из лучших за прошедшее десятилетие. В частности, картина расположилась на 22-м месте в списке 100 величайших фильмов XXI века по версии BBC.

## Сюжет
Фильм открывается сценой того, как Боб Харрис (Билл Мюррей), известный американский актёр, приезжает в столицу Японии Токио и поселяется в одной из гостиниц в центре города. Работа у Харриса высокооплачиваемая, и в то же время несложная — он рекламирует виски «Сантори».
В одном отеле с Харрисом проживает молодая выпускница Йельского университета Шарлотта (Скарлетт Йоханссон), приехавшая в Токио с мужем-фотографом Джоном (Джованни Рибизи). Шарлотта почти не видит своего мужа, который большую часть времени проводит на работе. Боб, со своей стороны, имея за плечами 25-летний брак, чувствует нехватку романтических отношений и переживает кризис среднего возраста.
Ночью, после того, как Боб в очередной раз не может заснуть, он приходит в бар отеля, где видит Шарлотту, сидящую вместе с мужем и его друзьями. Они улыбаются друг другу, и она подзывает официанта, чтобы тот передал Харрису небольшую чашку с орешками. После этого, каждой ночью, Боб и Шарлотта встречаются в том же баре, за тем же столиком. После очередной встречи, девушка приглашает Харриса составить ей компанию на вечеринке у её друзей. После ночи танцев, пения в караоке и прогулок они проникаются взаимными тёплыми чувствами, которые граничат с сильной симпатией.
В следующие несколько дней с ними происходит множество приключений: от посещения больницы и стрип-клуба до пожарной тревоги в гостинице. Между героями постоянно возникает неловкость, как между людьми, которые испытывают нечто большее, чем просто дружеские чувства, но при этом не могут об этом говорить в силу многих причин. Один из последних вечеров герои проводят в одном номере, смотря кино и обсуждая свои жизни. Впервые за долгое время, они спокойно засыпают.
Наступает день отъезда Боба из Токио. Он звонит Шарлотте, просит принести вниз его пиджак, но в номере её нет. Через некоторое время она всё-таки приходит ко входу с пиджаком и прощается с ним. Уже в такси, на полпути к аэропорту, Боб понимает, что не смог сказать всё, что хотел. Проезжая мимо огромной толпы, Боб случайно замечает Шарлотту и просит таксиста остановиться. Харрис догоняет девушку, и они обнимаются. На прощание он что-то шепчет ей на ухо и целует в губы. Чувство недосказанности ушло.
В финальной сцене фильма Боб направляется в аэропорт, чтобы покинуть столицу Японии.

## В ролях
| Актёр              | Роль               |
| ------------------ | ------------------ |
| Билл Мюррей        | Боб Харрис         |
| Скарлетт Йоханссон | Шарлотт            |
| Джованни Рибизи    | Джон (муж Шарлотт) |

| Актёр          | Роль            |
| -------------- | --------------- |
| Анна Фэрис     | Келли           |
| Фумихиро Хаяси | Чарли           |
| Акико Такэсита | миссис Кавасаки |

## Производство

### Сценарий

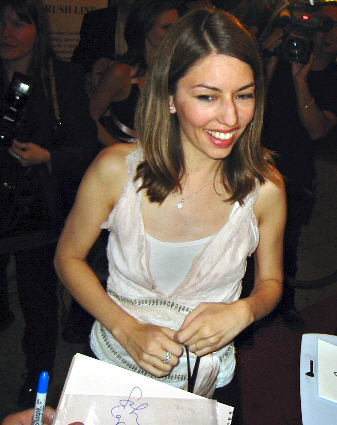
София Коппола во время рекламы фильма «Трудности перевода» на Международном кинофестивале в Торонто в 2003 году

Suntory была одной из первых восточноазиатских компаний, которая специально использовала американских знаменитостей для рекламы своей продукции. Одним из самых известных является Сэмми Дэвис-младший, который снялся в серии рекламных роликов Suntory в начале 1970-х годов. В конце 1970-х годов Акира Куросава снял серию рекламных роликов с участием американских знаменитостей на съёмках своего фильма «Кагемуся: Тень воина». В одном из них снялся Фрэнсис Форд Коппола (исполнительный продюсер фильма), что впоследствии вдохновило его дочь Софию Копполу на написание фильма «Трудности перевода», в котором речь идёт об американском актёре (его играет Билл Мюррей), снимающемся в рекламе Suntory в Токио.
Бросив колледж, София Коппола часто ездила в Токио, пробуя себя в различных профессиях в сфере моды и фотографии. Не зная, чем заняться в карьере, она описала этот период как «своего рода кризис», когда она бродила по городу, размышляя о своём будущем. Она полюбила Токио, отмечая потусторонние качества, присущие иностранцам, которые борются с чувством джетлага в незнакомой обстановке. Через много лет она остановилась на карьере режиссёра и вернулась в город, остановившись в отеле Park Hyatt Tokyo для продвижения своего первого полнометражного фильма, драмы 1999 года «Девственницы-самоубийцы».
Коппола начала писать «Трудности перевода» после возвращения домой из этого пресс-тура. Под влиянием своего пребывания в Токио она решила написать сценарий, действие которого происходит там, и начала формировать историю о двух персонажах, переживающих «романтическую меланхолию» в отеле Park Hyatt Tokyo. Копполу давно привлекали неоновые вывески города, и в фильме Токио приобрёл «мечтательное настроение». Она пригласила своего друга Брайана Райтцелла, который в итоге стал музыкальным продюсером фильма, для создания миксов для сборника в стиле дрим-поп, которые она слушала во время работы над фильмом, чтобы помочь создать это настроение.
Коппола изначально не писала сценарий в традиционной форме, ссылаясь на сложность разработки полного сюжета. Вместо этого она предпочла написать «маленькие абзацы», основанные в основном на разрозненных впечатлениях и опыте её жизни в Токио, которые затем адаптировала в сценарий. Среди первых изображений, которые она включила в сценарий, был её друг Фумихиро Хаяси, исполняющий в караоке песню группы Sex Pistols «God Save the Queen», которую Коппола слышала в его исполнении во время работы в Токио. Написав первые 20 страниц с помощью своего брата Романа Копполы, она вернулась в Токио за дальнейшим вдохновением. Там она снимала на видео всё, что могла использовать в качестве дополнительного пособия для написания сценария.
Коппола с самого начала представляла себе Мюррея в роли Боба, желая показать «его более чувствительную сторону» и забавляясь его образом, одетым в кимоно. Она описала свои образы Мюррея как важный источник вдохновения для сюжета. Для создания образа Шарлотты Коппола опиралась на свои собственные чувства дезориентации двадцатилетней девушки, ссылаясь на напряжение в отношениях со своим тогдашним мужем Спайком Джонзом как на источник влияния на отношения между Шарлоттой и Джоном. Она также черпала вдохновение в образе Фрэнни из романа Дж. Д. Сэлинджера «Фрэнни и Зуи», находя привлекательной «идею о том, что у хорошенькой девушки может случиться срыв».
В процессе развития отношений между Бобом и Шарлоттой, Копполу вдохновило сопоставление персонажей, переживающих схожие внутренние кризисы на разных этапах своей жизни. В качестве источника вдохновения для их отношений она привела динамику отношений между Хамфри Богартом и Лорен Бэколл в фильме «Глубокий сон». Коппола сообщила, что практически не переписывала сценарий, работа над которым заняла шесть месяцев и в итоге составила 75 страниц, что намного короче, чем средний сценарий художественного фильма. Несмотря на опасения, что сценарий был слишком коротким и «снисходительным» для того, чтобы включить в него подборку её личного опыта, она решила начать производство фильма.

### Разработка
Коппола утверждала, что без Мюррея она бы не сняла фильм «Трудности перевода». У актёра был номер с бесплатным вызовом для потенциальных клиентов, заинтересованных в его участии, но у него была репутация затворника, с которым было трудно связаться. Коппола неустанно добивалась его, посылала телефонные сообщения и письма в течение нескольких месяцев. Она также искала людей в своей профессиональной сети, которые могли бы помочь ей установить контакт. Она наняла сценариста Митча Глейзера, который был давним другом Мюррея, чтобы тот получил раннюю версию сценария и попытался убедить его. Глейзер был впечатлён сюжетом и сказал, что часто звонил актёру, говоря ему: «Ты должен это прочитать», но тот не давал ответа. После года уговоров Мюррей, наконец, согласился встретиться с Копполой в ресторане, чтобы обсудить фильм. Затем он согласился на роль, сказав: «Она потратила много времени, чтобы уговорить меня быть тем парнем. В конце концов, я почувствовал, что не могу её подвести».
Несмотря на согласие Мюррея, Копполе пришлось поверить ему на слово, поскольку он не подписал официального контракта. Она описала это как «нервотрепку», гадая, появится ли он на съёмках в Токио. Она обсудила этот вопрос с режиссёром Уэсом Андерсоном, который ранее работал с актёром и подбодрил её, сказав: «Если он сказал, что сделает это, он появится». Копполе понравилась игра Йоханссон в фильме «Мэнни и Ло», она запомнила её «как милую маленькую девочку с хриплым голосом». Затем она пригласила Йоханссон в ресторан, чтобы обсудить роль. Первоначально режиссёр опасалась, что 17-летняя Йоханссон может быть слишком юной для роли героини, которой уже за двадцать, но потом пришла к выводу, что она выглядит старше и может убедительно сыграть эту роль. Коппола предложила Йоханссон роль без прослушивания, и она согласилась.
Чувствуя личную заинтересованность в проекте, Коппола хотела сохранить за собой право окончательного монтажа и опасалась, что сделка по распространению с североамериканской студией поставит под угрозу её влияние. Кроме того, было маловероятно, что студия окажет такую поддержку, учитывая небольшой объём сценария и отсутствие формального участия Мюррея. Вместо этого она и её агент решили продать права на зарубежное распространение фильма нескольким компаниям, чтобы покрыть производственные расходы в размере 4 миллионов долларов. Сначала она заключила сделку с японской компанией Tohokushinsha Film, затем с дистрибьюторами во Франции и Италии, и, наконец, с международным подразделением Focus Features для оставшегося зарубежного рынка. Собрав воедино финансирование от нескольких дистрибьюторов, Коппола уменьшила влияние какого-либо одного инвестора. Не зная, появится ли Мюррей в Токио, Коппола потратила 1 миллион долларов из бюджета, зная, что его отсутствие обречёт фильм на провал. Когда он наконец приехал, за несколько дней до начала съёмок, она описала чувство значительного облегчения.

### Съёмки

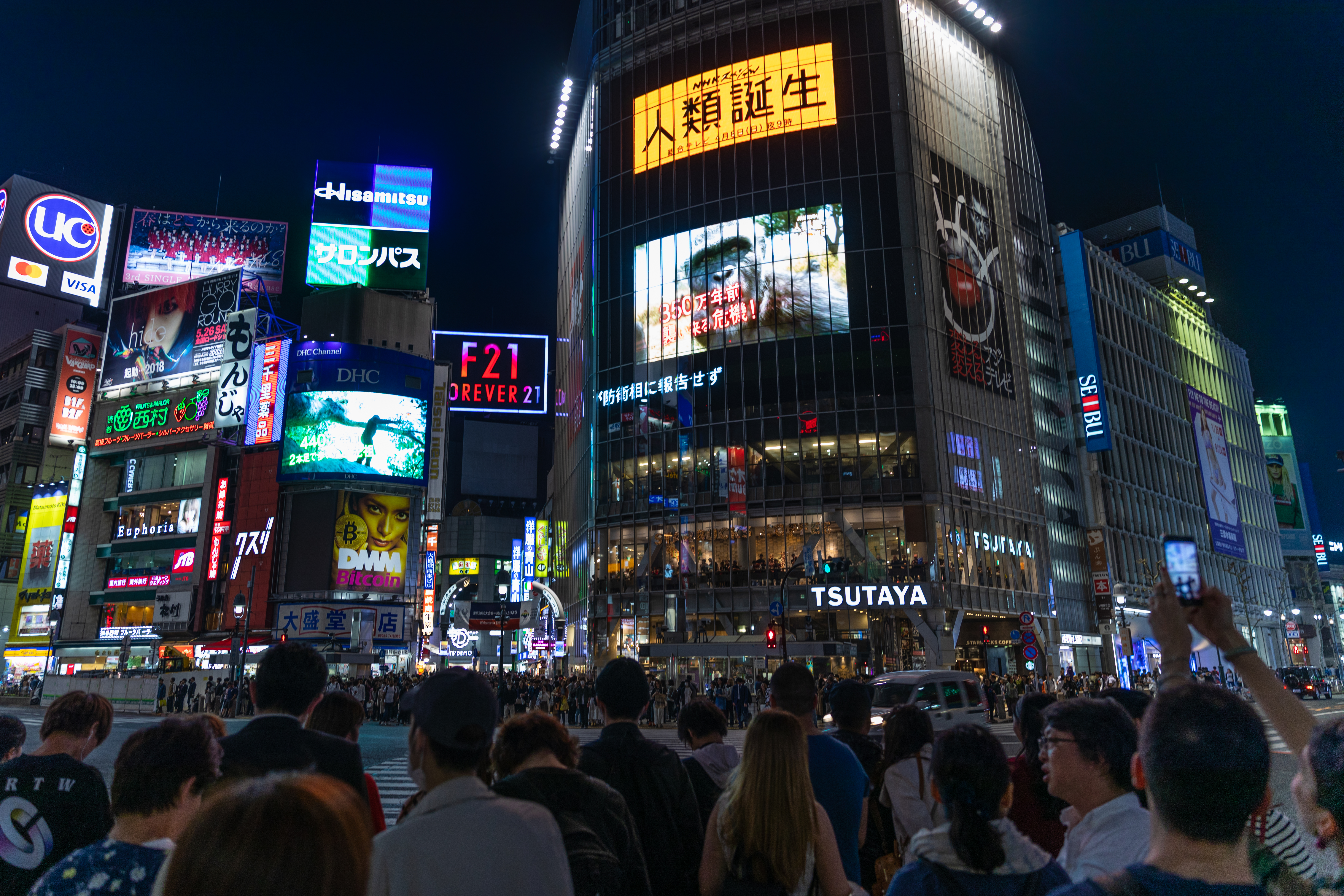
В качестве массовки использовались прохожие в общественных местах, например, на перекрёстке Сибуя.

Основные съёмки начались 29 сентября 2002 года и продолжались 27 дней. В условиях жёсткого графика и ограниченного бюджета в 4 миллиона долларов США съёмки проходили шесть дней в неделю и отличались «беготнёй»: Коппола стремилась оставаться мобильной с небольшой съёмочной группой и минимальным оборудованием. Она проводила мало репетиций и придерживалась гибкого графика, иногда отменяя планы съёмок, чтобы снять что-то, что она заметила на месте, если считала, что это лучше подходит для сюжета. Поскольку сценарий был скудным, недостающие детали часто устранялись во время съёмок, и Коппола позволила значительное количество импровизации в диалогах, особенно со стороны Мюррея. Например, в сцене, где Боба фотографируют для виски Suntory, Коппола поощряла Мюррея спонтанно реагировать на фотографа, шепча ему имена, которые он повторял за Мюрреем в качестве нерепетированного диалога, например, «Роджер Мур».
Хотя ключевыми членами съёмочной группы были американцы, которых Коппола пригласила в Токио, большая часть съёмочной группы была нанята на месте. Это оказалось сложной задачей, поскольку большинство японцев не могли общаться с Копполой на английском языке, поэтому обе стороны полагались на переводы двуязычного помощника режиссёра и осветителя. Коппола рассказала о съёмках в ресторане, которые затянулись на 10-15 минут, что, по её словам, было нормальным явлением для американских съёмок, но это вызвало неприятие со стороны владельца ресторана, который впоследствии отключил свет, а японский менеджер по съёмкам уволился. Несмотря на это, по словам Копполы, она старалась приспособиться к японскому стилю съёмок, не желая навязывать подход, к которому её съёмочная группа не привыкла.
Коппола работала над визуализацией фильма в тесном сотрудничестве со своим оператором-постановщиком Лэнсом Акордом. Она показала ему и другим ключевым членам съёмочной группы созданную ею книгу фотографий, которые отражали визуальный стиль, который она хотела передать в фильме. Чтобы вызвать у Боба чувство изоляции, Коппола и Акорд использовали неподвижные кадры в отеле и избегали заметных движений камеры. Они также неоднократно обсуждали возможность съёмки на любительские камеры, но в итоге решили, что плёнка лучше подходит для романтического подтекста истории. Коппола заметила: «Плёнка даёт небольшую отстранённость, что для меня больше похоже на воспоминания. Цифровая съёмка — это больше настоящее время». Акорд считал, что новые плёночные материалы позволят уменьшить необходимость в чрезмерном освещении, и в итоге использовал 35-мм плёнку Kodak Vision 500T 5263 для ночных экстерьеров и Kodak Vision 320T 5277 при дневном свете. Большая часть фильма была снята на камеру Aaton 35-III, а в закрытых помещениях использовалась меньшая Moviecam Compact.
Используя высокоскоростные плёнки, Акорд предпочитал как можно чаще использовать доступный свет, дополняя его искусственным освещением только в случае необходимости. По его словам, для ночных экстерьеров он «никогда» не устанавливал свет, полагаясь на естественное освещение городских улиц Токио. При съёмке интерьеров в отеле Park Hyatt Tokyo он полагался в основном на существующие источники освещения отеля, снимая на широко открытой диафрагме и сильно обрезая свет, чтобы устранить отражения в окне отеля. По словам Акорда, он слышал возражения по поводу освещения от некоторых японских инженеров, которые не привыкли полагаться в такой степени на доступный свет и были обеспокоены тем, что экспозиция будет недостаточной. Акорд, уверенный в том, что фотографическая широта плёнки выдержит более низкое освещение, в итоге отснял большую часть фильма с недоэкспозицией в две ступени.
Многие места съёмок были действующими деловыми и общественными местами, включая бар «Нью-Йорк» в отеле Park Hyatt Tokyo и Сибуйский диагональный пешеходный переход. На общественных улицах и в метро не было получено разрешения на съёмку, и в качестве массовки использовались случайные прохожие. Коппола описала съёмку как «документальную», поэтому она беспокоилась о том, что её может остановить полиция, и поэтому у неё была минимальная съёмочная группа. В отеле съёмка в общественных местах была разрешена только в час или два ночи, чтобы не мешать гостям. В заключительной сцене фильма, где Боб и Шарлотта прощаются друг с другом, Коппола сообщила, что ей не нравится диалог, который она написала в сценарии, поэтому Мюррей сымпровизировал шёпот на ухо Йоханссон. Слишком тихий, чтобы его можно было разобрать, Коппола рассматривала возможность дублирования звука в сцене, но в итоге решила, что лучше, чтобы это «осталось между ними». После завершения съёмок Коппола руководила 10-недельным монтажом под руководством Сары Флэк в Нью-Йорке.

## Критика
Фильм получил широкое признание критиков, особенно за игру Мюррея, а также за режиссуру и сценарий Копполы. На сайте Rotten Tomatoes фильм получил рейтинг одобрения 95 % на основе 232 рецензий со средней оценкой 8,4/10. По мнению критиков сайта, «эффективно балансируя между юмором и тонким пафосом, София Коппола создаёт трогательную, меланхоличную историю, которая служит витриной для Билла Мюррея и Скарлетт Йоханссон». На сайте Metacritic, который присваивает нормализованный рейтинг рецензиям, фильм получил средний балл 89 из 100 на основе 44 рецензий, что свидетельствует о «всеобщем признании».
Фильм был положительно воспринят большинством мировых кинокритиков и возглавлял списки лучших фильмов года множества киноаналитиков. Более 235 кинокритиков со всего мира признали «Трудности перевода» лучшим фильмом 2003 года; большинство отмечало «изумительную» актёрскую игру Билла Мюррея и «очень сильный» сценарий.
- «„Трудности перевода“ тонут в противоречиях. Это комедия о меланхолии, любовный роман без завершения и фильм о путешествии, который почти не затрагивает дорогу» — Ричард Корлисс, Time[39]
- «После этого фильма становится понятно, что София Коппола — режиссёр с собственным взглядом на всё» — Дэвид Энсен, Newsweek[40]
- «Мюррей все ещё может сделать гораздо больше даже с поднятой бровью, чем кто-либо со времён Граучо Маркса» — Элеанор Ринджел Джиллеспи, Atlanta Journal-Constitution[41]
- «В Японии самый экстремальный деликатес идёт рука об руку с броскостью, и Коппола предлагает оба для нашего удовлетворения. Это пьянящее, галлюцинаторное комбо. „Трудности перевода“ — лучший фильм о нарушении биоритма из всех когда-либо снятых» — Питер Рэйнер, New York Magazine[42]

## Награды и номинации
| - 2003 — два приза Венецианского кинофестиваля: премия имени Лины Манджиакапры (София Коппола) и приз лучшей актрисе (Скарлетт Йоханссон). - 2003 — две премии Национального совета кинокритиков США: фильм вошёл в десятку лучших фильмов года и приз за специальное достижение (София Коппола). - 2003 — фильм вошёл в десятку лучших фильмов года по версии Американского института киноискусства. - 2004 — Премия Гильдии сценаристов США за лучший оригинальный сценарий (София Коппола). - 2004 — номинация на премию Гильдии киноактёров США за лучшую мужскую роль (Билл Мюррей). - 2004 — 5 номинаций на премию «Спутник»: лучший фильм (комедия или мюзикл; победа), лучшая мужская роль (комедия или мюзикл; победа), лучший оригинальный сценарий (София Коппола; победа), лучший режиссёр (София Коппола), лучшая женская роль второго плана (комедия или мюзикл). - 2004 — 4 номинации на премию Ирландского кинематографа и телевидения: лучший интернациональный фильм, лучший интернациональный актёр (Билл Мюррей), лучшая интернациональная актриса (Скарлетт Йоханссон) и лучшая музыка (Кевин Шилдс). - 2004 — 4 премии «Независимый дух»: лучший фильм, лучший режиссёр (София Коппола), лучшая мужская роль (Билл Мюррей) и лучший сценарий (София Коппола). | - 2004 — 5 номинаций на премию «Золотой глобус»: лучший фильм — комедия или мюзикл (победа), лучшая мужская роль — комедия или мюзикл (Билл Мюррей; победа), лучший сценарий (София Коппола; победа), лучший режиссёр (София Коппола) и лучшая женская роль — комедия или мюзикл (Скарлетт Йоханссон). - 2004 — номинация на премию Гильдии режиссёров США за лучшую режиссёрскую работу (София Коппола). - 2004 — номинация на премию «Давид ди Донателло» за лучший иностранный фильм. - 2004 — 5 номинаций на премию «Выбор критиков»: лучший фильм, лучший режиссёр (София Коппола), лучший актёр (Билл Мюррей), лучшая актриса второго плана (Скарлетт Йоханссон) и лучший сценарист (София Коппола). - 2004 — 8 номинаций на премию BAFTA: лучший фильм, лучшая режиссёрская работа (София Коппола), лучшая мужская роль (Билл Мюррей; победа), лучшая женская роль (Скарлетт Йоханссон; победа), лучший оригинальный сценарий (София Коппола), лучшая музыка (Кевин Шилдс), лучшая операторская работа (Лэнс Акорд) и лучший монтаж (Сара Флэк; победа). - 2004 — 4 номинации на премию «Оскар»: лучший фильм, лучшая режиссёрская работа (София Коппола), лучший оригинальный сценарий (София Коппола; победа) и лучшая мужская роль (Билл Мюррей). |